# Phaulopsis imbricata
Espèce
Synonymes
- Aetheilema anisophyllum R.Br.[1]
- Aetheilema glutinosum Steud.[1]
- Aetheilema imbricatum R.Br.[1]
- Aetheilema longifolium Spreng.[1]
- Aetheilema mucronatum Griff.[1]
- Aetheilema parviflorum Spreng.[1]
- Aetheilema reniforme Nees[1]
- Antheilema imbricata Raf.[1]
- Barleria inaequalis Hochst. ex A.Rich.[1]
- Blechum anisophyllum Juss.[1]
- Micranthus longifolius Kuntze[1]
- Micranthus oppositifolius var. longifolius Benoist[1]
- Micranthus poggei Lindau[2]
- Phaulopsis imbricata (Forssk.) Sweet (Forssk.) Sweet (préféré par UICN)[2]
- Phaulopsis imbricata subsp. imbricata[1]
- Phaulopsis longifolia Sims[1]
- Phaulopsis parviflora Willd.[1]
- Phaulopsis poggei Lindau[2]
- Phaylopsis poggei (Lindau) C.B.Clarke[2]
- Ruellia imbricata Forssk.[1]

Statut de conservation UICN

 LC  : Préoccupation mineure
Phaulopsis imbricata (Forssk.) Sweet est une espèce de plantes à fleurs de la famille des Acanthaceae et du genre Phaulopsis, présente en Afrique tropicale

## Liste des sous-espèces
Selon Catalogue of Life (11 janvier 2018) :
- sous-espèce Phaulopsis imbricata subsp. imbricata
- sous-espèce Phaulopsis imbricata subsp. madagascariensis
- sous-espèce Phaulopsis imbricata subsp. poggei

Selon The Plant List (11 janvier 2018) :
- sous-espèce Phaulopsis imbricata subsp. madagascariensis Mankt.
- sous-espèce Phaulopsis imbricata subsp. poggei (Lindau) Mankt.

Selon Tropicos (11 janvier 2018) (Attention liste brute contenant possiblement des synonymes) :
- sous-espèce Phaulopsis imbricata subsp. imbricata
- sous-espèce Phaulopsis imbricata subsp. madagascariensis Mankt.
- sous-espèce Phaulopsis imbricata subsp. poggei (Lindau) Mankt.

## Utilisation
La mastication de la tige est pratiquée pour l'hygiène dentaire au Nigeria.